# 泰州市城北物流园
泰州市城北物流园是江苏省泰州市海陵区下辖的一个开发区，以城北物流园区之名列为海陵区的一个类似乡级单位。
物流园组建于2007年，是“江苏省现代服务业集聚区”、“江苏省重点物流基地”。园区位于主城区西北部，规划面积23平方公里。

## 行政区划
下辖以下地区：
运河社区、森北社区和渔行村。